# Glyptopimpla macrofossa
Glyptopimpla macrofossa är en stekelart som först beskrevs av Setsuya Momoi 1963.  Glyptopimpla macrofossa ingår i släktet Glyptopimpla och familjen brokparasitsteklar. Inga underarter finns listade i Catalogue of Life.